# Varšam Boranjan
Varšam Boranjan (* 4. března 1988 Achurjan) je arménský zápasník – klasik.

## Sportovní kariéra
Zápasení se věnuje od 12 let. Specializuje se na řecko-římský styl. V arménské mužské reprezentaci se prosazuje od roku 2014 v neolympijské váze do 71 (72) kg. Jeho největším sportovním úspěchem je zisk titulu mistra Evropy v olympijském roce 2016.

## Výsledky
| Turnaj             | 2014 | 2015 | 2016 | 2017 |
| Turnaj             | 26   | 27   | 28   | 29   |
| Turnaj             | -71  | -71  | -71  | -71  |
| ------------------ | ---- | ---- | ---- | ---- |
| Olympijské hry     |      |      |      |      |
| Mistrovství světa  | 5.   | úč.  | úč.  | úč.  |
| Evropské hry       |      | —    |      |      |
| Mistrovství Evropy | úč.  | —    | 1.   | —    |